# 沼館 (八戸市)
沼館（ぬまだて）は、青森県八戸市の町名。郵便番号は031-0071。人口は2,570人、世帯数は1,362世帯（2024年4月30日現在）。現行行政地名は沼館一丁目から沼館四丁目と大字沼館。沼館一丁目から沼館四丁目では全域で住居表示が実施されている。旧館村大字沼館、八戸市大字沼館。

## 地理
八戸市の中央部よりやや北に位置し、北に馬淵川、豊洲、八戸港第一工業港、南に城下、西に馬淵川をはさんで石堂、東に江陽に面している。鉄道の駅は無いが、貨物取扱いの駅が馬淵川側にある。

## 世帯数と人口
2024年（令和6年）4月30日現在の世帯数と人口は以下の通りである。
| 丁目       | 世帯数    | 人口    |
| ---------- | --------- | ------- |
| 沼館一丁目 | 484世帯   | 850人   |
| 沼館二丁目 | 661世帯   | 1330人  |
| 沼館三丁目 | 212世帯   | 377人   |
| 沼館四丁目 | 5世帯     | 13人    |
| 計         | 1,362世帯 | 2,870人 |

## 産業

### 商業
- 1998年、神戸製鋼の子会社八戸臨海開発が大型商業施設ピアドゥをオープンさせる。
- 2009年、八戸ドック跡地に、大型商業施設シンフォニープラザ沼館がオープン。

### 工業
- 高周波鋳造（日本高周波鋼業関連会社）
- 北日本造船
- 八戸ガス

## 公的機関
- 八戸港湾・空港整備事務所